# 24 Pułk Piechoty Cesarstwa Austriackiego
24 Pułk Piechoty Cesarstwa Austriackiego – jeden z austriackich pułków piechoty okresu Cesarstwa Austriackiego.
Okręg poboru: Dolna Austria, od 1808 Galicja.
Podczas wojny polsko-austriackiej w 1809 wchodził w skład Brygady Piechoty Leopolda von Trauttenberga w Dywizji Piechoty Ludwiga Ferdinanda von Mondeta. Posiadał 3 bataliony a jego dowódcą był Strauch.

## Mundur
- Typ: niemiecki
- Bryczesy: białe
- Wyłogi: ciemny niebieski
- Guziki: białe

## Garnizony
- 1801 Wiedeń
- 1806 Preszburg/ Bratysława
- 1807 Trentschin/ Trenczyn
- 1810 Węgry
- 1811 Raab/Győr, Węgry
- 1811 Ofen/ Buda/ część Budapesztu
- 1814 Przemyśl
- 1815 Padwa